# Catagramma fournierae
Catagramma fournierae är en fjärilsart som beskrevs av Friedrich Wilhelm Niepelt 1928. Catagramma fournierae ingår i släktet Catagramma och familjen praktfjärilar. Inga underarter finns listade i Catalogue of Life.